# Gruppe (Feuerwehr)
Innerhalb der Feuerwehr wird die Taktische Grundeinheit als Gruppe bezeichnet. Sie besteht aus Mannschaft und Einsatzmitteln. Die Mannschaft setzt sich grundsätzlich aus dem Gruppenführer (in Deutschland) bzw. dem Gruppenkommandanten (in Österreich) sowie weiteren unterstellten acht ausgebildeten Feuerwehrleuten zusammen. Als Einsatzmittel gelten Fahrzeuge, Geräte und Materialien, die die Einsatzkräfte zur Auftragserfüllung benötigen.
Allen Mitgliedern der Gruppe sind eigene Funktionen zugeordnet. Dabei wird zwischen dem Maschinisten, dem Melder und drei Trupps (üblicherweise Angriffs-, Wasser- und Schlauchtrupp genannt) unterschieden. Ein Trupp besteht in der Regel aus zwei Personen, dem Truppführer und dem Truppmann, die grundsätzlich gemeinsam vorgehen.
Bei Einsätzen mit zwei und mehr Gruppen werden diese der Leitung eines Zugführers bzw. Zugskommandanten (in Österreich) unterstellt, der in seiner Führungsposition von einem Zugtrupp unterstützt werden kann.

## Gruppe im Lösch- und Hilfeleistungseinsatz

Ordnung des Einsatzraumes, insbesondere bei einer Technischen Hilfeleistung (Verkehrsunfall), wie sie bei deutschen Feuerwehren definiert wird

Sowohl im Löscheinsatz zur Brandbekämpfung als auch im Technischen Hilfeleistungseinsatz (bzw. dem „technischen Einsatz“ im österreichischen Sprachgebrauch) sind der Mannschaft bestimmte Grundaufgaben zugeteilt. Diese können in den einzelnen Staaten variieren, sind aber grundsätzlich gleich. Deshalb werden sie hier nach der in Deutschland gültigen Feuerwehr-Dienstvorschrift (FwDV) 3 „Einheiten im Lösch- und Hilfeleistungseinsatz“ beschrieben. Gemäß FwDV 3 fällt im klassischen Sinn unter Löscheinsatz nach Definition jede Tätigkeit, bei der Strahlrohre vorgenommen werden müssen. Hierzu gibt es zwei festgelegte Einsatzbefehlsformen.

### Gruppenführer
Der Gruppenführer führt seine Taktische Einheit. Er ist an keinen bestimmten Platz gebunden. Er ist für die Sicherheit der Mannschaft verantwortlich. Er bestimmt die Fahrzeugaufstellung, die Ordnung des Raumes und gegebenenfalls den Standort der Tragkraftspritze sowie von Aggregaten.

### Maschinist
Der Maschinist (Ma) ist Fahrer und bedient die Feuerlöschkreiselpumpe sowie die im Löschfahrzeug eingebauten Geräte (z. B. Seilwinde) oder mitgeführten Aggregate wie Stromerzeuger. Er sichert sofort die Einsatzstelle mit Warnblinkanlage, Fahrlicht und blauem Blinklicht. Er unterstützt bei der Entnahme der Geräte, ist für die ordnungsgemäße Verlastung der Geräte verantwortlich und meldet Mängel an den Einsatzmitteln dem Einheitsführer. Bei Bedarf kann er auch anderweitig eingesetzt werden. Obwohl man sagt „er führt das Fahrzeug“, steuert er nur das Fahrzeug und hat keine Befehlsgewalt über die Einheit.

### Melder
Der Melder (Me) übernimmt befohlene Aufgaben; beispielsweise bei der Lagefeststellung, beim In-Stellung-Bringen der Steckleiter, beim Betreuen von verletzten Personen oder bei der Informationsübertragung und übernimmt besondere Aufgaben (z. B. zweiter Maschinist).

### Angriffstrupp
Der Angriffstrupp (A-Trupp, ATr oder AT abgekürzt) rettet; insbesondere aus Bereichen, die nur mit Atemschutzgeräten betreten werden können. Er führt bis zur Übergabe an den Rettungsdienst die Erstversorgung (mindestens Erste Hilfe) durch, leistet technische Hilfe. Er nimmt in der Regel das erste einzusetzende Strahlrohr vor. Der Angriffstrupp setzt den Verteiler. Sofern kein Schlauchtrupp zur Unterstützung bereitsteht, verlegt er seine Schlauchleitung selbst bzw. bringt seine Einsatzmittel selbst vor. Der Angriffstrupp besteht aus einem Angriffstruppführer (ATF) und grundsätzlich einem Angriffstruppmann (ATM).

### Wassertrupp
Der Wassertrupp (W-Trupp, WTr oder WT abgekürzt) rettet; bringt auf Befehl tragbare Leitern in Stellung, stellt die Wasserversorgung vom Löschfahrzeug zum Verteiler und zwischen Löschfahrzeug und Wasserentnahmestelle her. Er kuppelt den Verteiler an die B-Schlauchleitung an. Danach wird er beim Atemschutzeinsatz Sicherheitstrupp oder übernimmt andere Aufgaben.
Im Hilfeleistungseinsatz sichert er auf Befehl die Einsatzstelle vor Verkehr, auslaufenden Flüssigkeiten, Einsturz oder Absturz, Brand etc. und nimmt das hierfür erforderliche Gerät vor. Danach steht er für weitere Aufgaben zur Verfügung. Der Wassertrupp besteht aus einem Wassertruppführer (WTF) und grundsätzlich einem Wassertruppmann (WTM).

### Schlauchtrupp
Der Schlauchtrupp (S-Trupp, STr oder ST abgekürzt) rettet. Der Schlauchtrupp besteht aus einem Schlauchtruppführer (STF) und grundsätzlich einem Schlauchtruppmann (STM). Der Trupp stellt für vorgehende Trupps die Wasserversorgung zwischen Strahlrohr und Verteiler her. Er bringt auf Befehl tragbare Leitern in Stellung und führt weitere Tätigkeiten durch, beispielsweise bedient er den Verteiler, bringt zusätzliche Geräte zum Einsatz (Sprungpolster, Beleuchtungsgerät, Be- und Entlüftungsgerät, Sanitätsgerät usw.) vor. Wenn bei einer Wasserversorgung aus offenem Gewässer mehr als zwei Saugschläuche benötigt werden, unterstützt der Schlauchtrupp den Wassertrupp.
Im Hilfeleistungseinsatz bereitet er die befohlenen Geräte für den Angriffstrupp vor. Soweit erforderlich, unterstützt er den Angriffstrupp und betreibt die zugehörigen Aggregate. Ist der Angriffstrupp durch die Erstversorgung verletzter und/oder in Zwangslage befindlicher Personen gebunden, so setzt der Schlauchtrupp die befohlenen Geräte ein. Auf Befehl übernimmt er zusätzliche Sicherungsmaßnahmen oder andere Aufgaben.

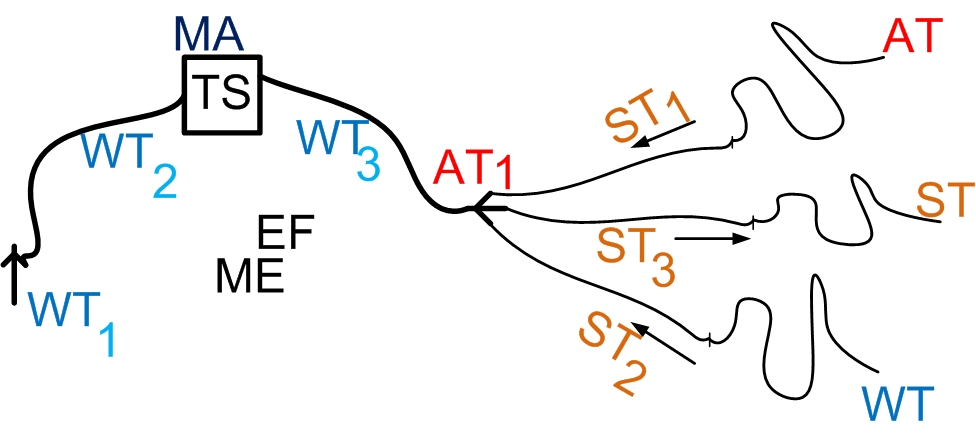
Schematische Darstellung der Aufgabenverteilung in der deutschen Feuerwehr-Dienstvorschrift 3 bei Wasserentnahme Hydrant; exklusiv Rettung von Person

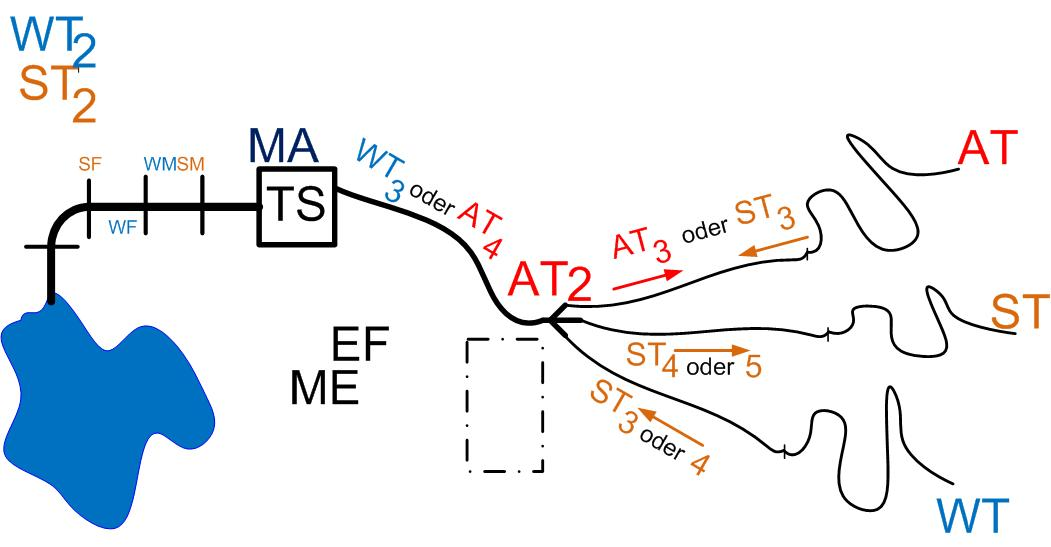
Schematische Darstellung der Aufgabenverteilung in der deutschen Feuerwehr-Dienstvorschrift 3 bei offenem Gewässer mit Varianten; inklusiv Rettung von Person

## Aufstellung

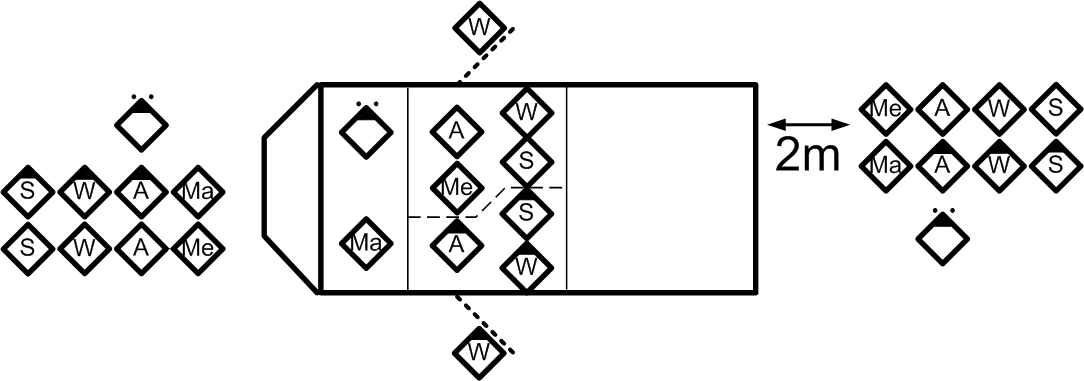
Antrete- und Sitzordnung der Gruppe nach FwDV 3 (Me=Melder, Ma=Maschinist, A=Angriffstrupp, W=Wassertrupp, S=Schlauchtrupp, Quadrat mit schwarzer Ecke und zwei Punkte=Gruppenführer, Quadrat=Truppmann, Quadrat mit schwarzer Ecke=Truppführer)

In Deutschland steht der Gruppenführer vor dem Angriffstruppführer, da der Gruppenführer dem Angriffstruppführer den ersten Befehl gibt. Weiterhin steht der Maschinist immer links vom Einheitsführer (vom selbigen gesehen), egal ob vor oder hinter dem Fahrzeug angetreten wird.
In Österreich steht der Gruppenkommandant üblicherweise gegenüber vom Maschinisten. Ist er in der Gruppe eingegliedert, so steht er rechts vom Maschinisten. Deshalb steht die Gruppe etwas weiter vom Fahrzeug weg als in Deutschland.

## Tanklöschgruppe
In Österreich entfällt der Schlauchtrupp bei der Tanklöschgruppe, da die Besatzung eines Tanklöschfahrzeuges zwei Personen weniger aufweist als bei den Löschfahrzeugen. Die Zubringleitung zu einem Tanklöschfahrzeug ist hier die Aufgabe einer anderen Löschgruppe. In Deutschland entspricht sie einer Staffel.

## Bezeichnungen in Österreich
In Österreich wird bei der Bezeichnung nach einer Löschgruppe oder einer Gruppe im technischen Einsatz unterschieden. Die Taktischen Zeichen werden üblicherweise bei den Feuerwehrleistungsbewerben über der Einsatzuniform getragen. Im Einsatz werden die Taktischen Zeichen nicht verwendet.

## Taktische Zeichen
| Taktisches Zeichen Österreich | Löschgruppe Österreich | Technische Einsatzgruppe Österreich | Taktisches Zeichen Deutschland | Bezeichnung Deutschland        |
| ----------------------------- | ---------------------- | ----------------------------------- | ------------------------------ | ------------------------------ |
|                               | Gruppenkommandant      | Gruppenkommandant                   |                                | Gruppenführer (Einheitsführer) |
|                               | Melder                 | Melder                              |                                | Melder                         |
|                               | Maschinist             | Maschinist                          |                                | Maschinist                     |
|                               | Angriffstruppführer    | Rettungstruppführer                 |                                | Angriffstruppführer            |
|                               | Angriffstruppmann      | Rettungstruppmann                   |                                | Angriffstruppmann              |
|                               | Wassertruppführer      | Sicherungstruppführer               |                                | Wassertruppführer              |
|                               | Wassertruppmann        | Sicherungstruppmann                 |                                | Wassertruppmann                |
|                               | Schlauchtruppführer    | Gerätetruppführer                   |                                | Schlauchtruppführer            |
|                               | Schlauchtruppmann      | Gerätetruppmann                     |                                | Schlauchtruppmann              |